# Homoeoscelis minuta
Homoeoscelis minuta är en kräftdjursart som beskrevs av Hansen 1897. Homoeoscelis minuta ingår i släktet Homoeoscelis, och familjen Nicothoidae. Arten är reproducerande i Sverige.